# 확률 밀도 함수
확률론에서 확률 밀도 함수(確率密度函數, 영어: probability density function 약자 pdf)는 확률 변수의 분포를 나타내는 함수로, 확률 밀도 함수 {\displaystyle f(x)}와 구간 {\displaystyle [a,b]}에 대해서 확률 변수 {\displaystyle X}가 구간에 포함될 확률 {\displaystyle P(a\leq X\leq b)}는
{\displaystyle \int _{a}^{b}f(x)dx}
가 된다. 확률 분포 함수에서는 이산적인 확률 분포와 별개로 연속적인 확률 분포를 다룬다. 하지만 확률 분포 함수를 다루는데 이산적인 확률 분포가 쓰이기도 한다.
확률 밀도 함수 {\displaystyle f(x)}는 다음의 두 조건을 만족해야 한다.
1. 모든 실수값 {\displaystyle x}에 대해 {\displaystyle f(x)\geq 0}
2. {\displaystyle \int _{-\infty }^{\infty }f(x)dx=1}

확률 밀도 함수와 누적 분포 함수에는 다음과 같은 수식이 성립한다.
{\displaystyle F(x)=\int _{-\infty }^{x}f(x)dx}
{\displaystyle f(x)={\frac {d}{dx}}F(x)}